# Jacobs FC
Der Jacobs FC, häufig nach seiner Herkunft auch als Jacobs Dublin bezeichnet, war ein irischer Fußballverein aus Crumlin, einem Stadtviertel im Süden Dublins.

## Geschichte
Die Mannschaft war eine Art Betriebssportgemeinschaft der 1851 in Waterford gegründeten Jacob’s Biscuit Factory (Keksfabrik), die bereits im folgenden Jahr 1852 nach Dublin verlagert wurde. Der Jacobs FC trug seine Heimspiele in der Anfangszeit auf dem Betriebssportgelände der Jacob’s Factory an der Rutland Avenue in Crumlin aus. Zu jener Zeit war die Mannschaft unter der Bezeichnung Red Necks (Rote Hälse) bekannt, weil die Hälse der Männer vom Tragen der schweren, mit Keksmehl gefüllten, Säcke in ihrem Hauptberuf tatsächlich häufiger eine rötliche Farbe aufwiesen. Der Verein bestand noch mindestens bis zur Saison 1968/69, in der er im Viertelfinale des FAI Cup vertreten war, und er wurde wahrscheinlich 1984 aufgelöst.

## Rivalität
Eine besonders ausgeprägte Rivalität bestand zum unmittelbaren Nachbarverein Olympia Dublin, die stark durch soziale Gegensätze geprägt war. Denn während des von 1919 bis 1921 währenden Unabhängigkeitskrieges bestand die Mannschaft des Jacobs FC aus einigen ehemaligen britischen Soldaten, während bei Olympia aktive Freiwillige der IRA mitwirkten.
Beide Vereine waren Gründungsmitglieder der in der Saison 1921/22 erstmals ausgetragenen League of Ireland. Während Olympia nur in den ersten beiden Spielzeiten in der höchsten Spielklasse vertreten war, gehörte der Jacobs FC der Liga noch bis zur Saison 1931/32 an. Aus den vier Punktspielderbys dieser beiden Spielzeiten ging der Jacobs FC ungeschlagen hervor. Die Bilanz zu Gunsten des Jacobs FC lautet: 2 Siege und 2 Remis bei einem Torverhältnis von 7:4.

## Werdegang in der League of Ireland
Die beste Spielzeit des Vereins war die Saison 1923/24, die auf dem dritten Platz und mit der (bezogen auf alle Teilnahmen) einzigen positiven Bilanz von 11 Siegen, 2 Remis und 5 Niederlagen bei einem Torverhältnis von 36:21 abgeschlossen wurde. In den letzten drei Spielzeiten der Zugehörigkeit zur League of Ireland (1929/30, 1930/31 und 1931/32) konnte die Mannschaft dagegen aus den insgesamt 62 Begegnungen dieser drei Jahre nur noch 2 Siege einfahren – 1930/31 ein 1:0-Erfolg gegen Bohemians Dublin und in der darauffolgenden Saison ein 2:1-Sieg gegen Brideville Dublin – und belegte stets den letzten Platz in der Abschlusstabelle.

### Platzierungen in der League of Ireland
| Saison  | Rang |
| ------- | ---- |
| 1921/22 | 5    |
| 1922/23 | 7    |
| 1923/24 | 3    |
| 1924/25 | 5    |
| 1925/26 | 5    |
| 1926/27 | 7    |

| Saison  | Rang |
| ------- | ---- |
| 1927/28 | 8    |
| 1928/29 | 9    |
| 1929/30 | 10   |
| 1930/31 | 12   |
| 1931/32 | 12   |